# Riebeckit
Das Mineral Riebeckit (IMA-Symbol Rbk) ist ein eher selten vorkommendes Kettensilikat aus der Gruppe der Alkali-Amphibole. Es kristallisiert im monoklinen Kristallsystem mit der Zusammensetzung ☐Na2Fe2+3Fe3+2[(OH)2|Si8O22], ist also chemisch gesehen ein komplex zusammengesetztes Natrium-Eisen-Silikat, wobei der Strukturplatz von Natrium (symbolisiert durch eine Leerstelle: ☐) nicht vollständig besetzt ist.
Riebeckit entwickelt nur selten lange, prismatische Kristalle, die aber dann bis zu 20 cm lang sein können. Im Allgemeinen ist er in Form feinnadeliger bis faseriger Mineral-Aggregate zu finden, die als Krokydolith bezeichnet werden. Das durchscheinende bis undurchsichtige Mineral ist gewöhnlich von schwarzer bis dunkelblauer, in dünnen Schichten auch von dunkelblauer bis gelbgrüner Farbe. Auf der Strichtafel hinterlässt Riebeckit einen blaugrauen Strich. Sichtbare Kristallflächen weisen einen glasähnlichen Glanz auf, faserige Varietäten schimmern dagegen wie Seide.
Mit Magnesio-Riebeckit ☐Na2(Mg,Fe)3Fe3+2[(OH)2|Si8O22] bildet Riebeckit eine lückenlose Mischkristallreihe.
Riebeckit zählt zu den Asbesten, deren Produktion und Verwendung aufgrund seiner Gesundheitsgefahren in Deutschland seit 1993 verboten ist.

## Etymologie und Geschichte
Erstmals entdeckt wurde Riebeckit von dem deutschen Ethnologen, Mineralogen und Naturforscher Emil Riebeck (1853–1885) im Sokotra-Archipel (Socotra) im Jemen und beschrieben 1888 von Adolf Sauer, der das Mineral nach seinem Entdecker benannte.

## Klassifikation
Bereits in der veralteten 8. Auflage der Mineralsystematik nach Strunz gehörte der Riebeckit zur Mineralklasse der „Silikate und Germanate“ und dort zur Abteilung der „Kettensilikate und Bandsilikate (Inosilikate)“, wo er als Namensgeber die „Glaukophan-Reihe“ mit der System-Nr. VIII/D.05d und den weiteren Mitgliedern Arfvedsonit, Eckermannit, Glaukophan, Kalium-Richterit, Katophorit, Klinoholmquistit (diskreditiert 2004), Magnesio-Arfvedsonit, Magnesio-Riebeckit und Richterit innerhalb der Gruppe der „Klinoamphibole“ (VIII/D.05) bildete.
Im zuletzt 2018 überarbeiteten und aktualisierten Lapis-Mineralienverzeichnis nach Stefan Weiß, das sich aus Rücksicht auf private Sammler und institutionelle Sammlungen noch nach dieser alten Form der Systematik von Karl Hugo Strunz richtet, erhielt das Mineral die System- und Mineral-Nr. VIII/F.08-050. In der „Lapis-Systematik“ entspricht dies ebenfalls der Abteilung „Ketten- und Bandsilikate“, wo Riebeckit zusammen mit Arfvedsonit, Eckermannit, Ferri-Fluoro-Leakeit, Ferri-Leakeit, Ferri-Obertiit, Ferri-Pedrizit, Ferro-Eckermannit, Ferro-Ferri-Fluoro-Leakeit, Ferro-Ferri-Leakeit, Ferro-Ferri-Obertiit, Ferro-Ferri-Pedrizit, Ferro-Fluoro-Pedrizit, Ferro-Glaukophan, Ferro-Ferri-Nybøit, Fluoro-Leakeit, Fluoro-Nybøit, Fluoro-Pedrizit, Glaukophan, Kalium-Ferri-Leakeit, Kalium-Arfvedsonit, Kalium-Magnesio-Fluoro-Arfvedsonit, Kalium-Mangani-Leakeit, Magnesio-Arfvedsonit, Magnesio-Fluoro-Arfvedsonit, Magnesio-Riebeckit, Mangani-Dellaventurait, Mangani-Obertiit, Mangano-Ferri-Eckermannit, Mangano-Mangani-Ungarettiit, Nybøit und Oxo-Mangani-Leakeit die Gruppe der „Alkali-Amphibole“ (VIII/F.08) bildet.
Die von der International Mineralogical Association (IMA) zuletzt 2009 aktualisierte 9. Auflage der Strunz’schen Mineralsystematik ordnet den Riebeckit ebenfalls in die Abteilung der „Ketten- und Bandsilikate (Inosilikate)“ ein. Diese Abteilung ist allerdings weiter unterteilt nach der Kristallstruktur und der Zugehörigkeit zu enger verwandten Mineralfamilien, so dass das Mineral als Mitglied in der „Alkali-Klinoamphibole, Glaukophan-Eckermannit-Gruppe“ mit der System-Nr. 9.DE.25 zu finden ist.
Die vorwiegend im englischen Sprachraum gebräuchliche Systematik der Minerale nach Dana ordnet den Riebeckit in die Abteilung der „Kettensilikate: Doppelte unverzweigte Ketten, W=2“ ein. Hier gehört er zur „Gruppe 4, Natrium-Amphibole“ mit der System-Nr. 66.01.03c innerhalb der Unterabteilung „Kettensilikate: Doppelte unverzweigte Ketten, W=2 Amphibol-Konfiguration“.

## Kristallstruktur
Riebeckit kristallisiert monoklin in der Raumgruppe C2/m (Raumgruppen-Nr. 12) mit den Gitterparametern a = 9,81 Å; b = 18,01 Å; c = 5,33 Å und β = 103,7° sowie 2 Formeleinheiten pro Elementarzelle.

## Modifikationen und Varietäten

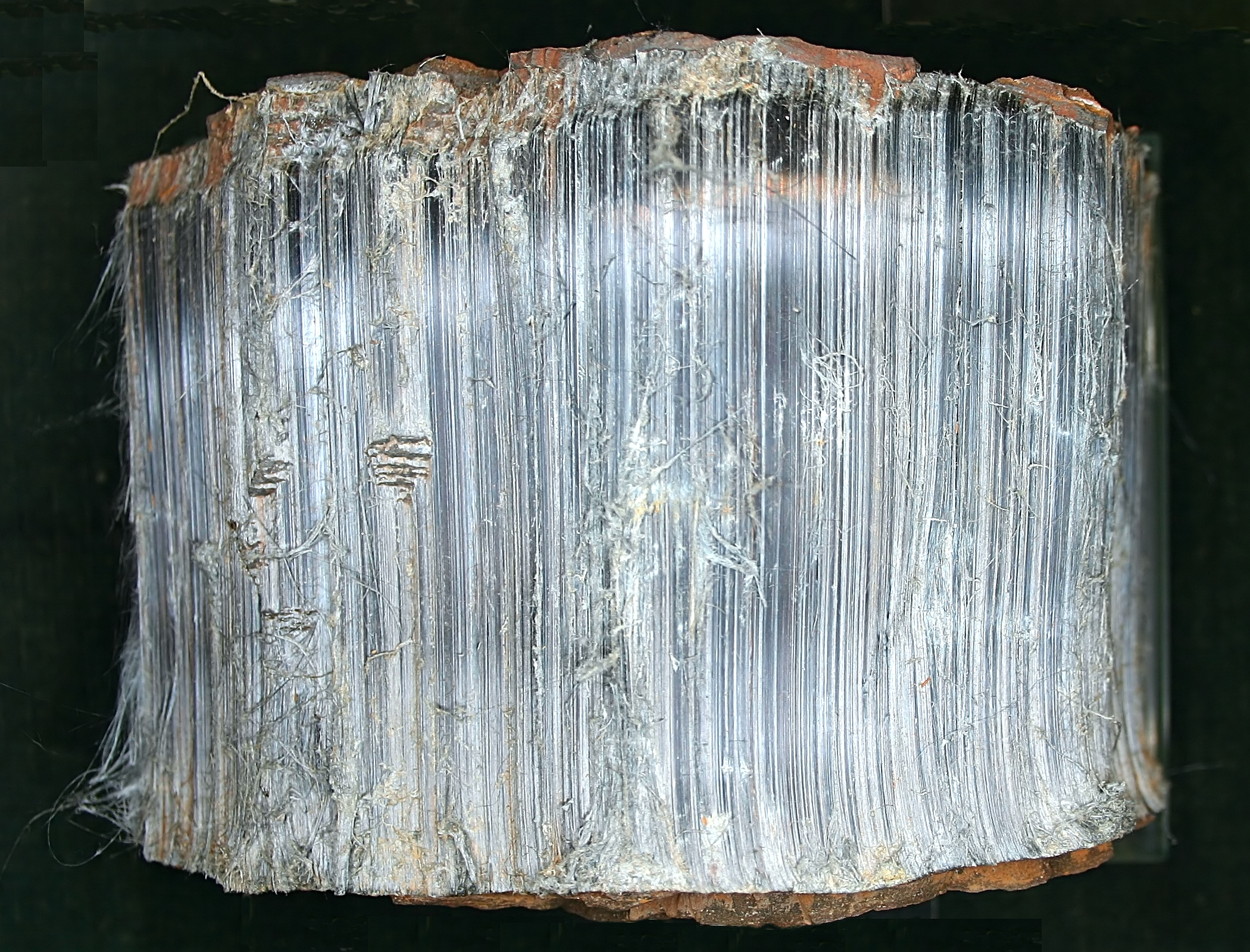
Seidenglänzender Krokydolith

Als einzige Varietät ist zurzeit Krokydolith (auch Hornblendeasbest oder blauer Asbest) bekannt.

## Bildung und Fundorte

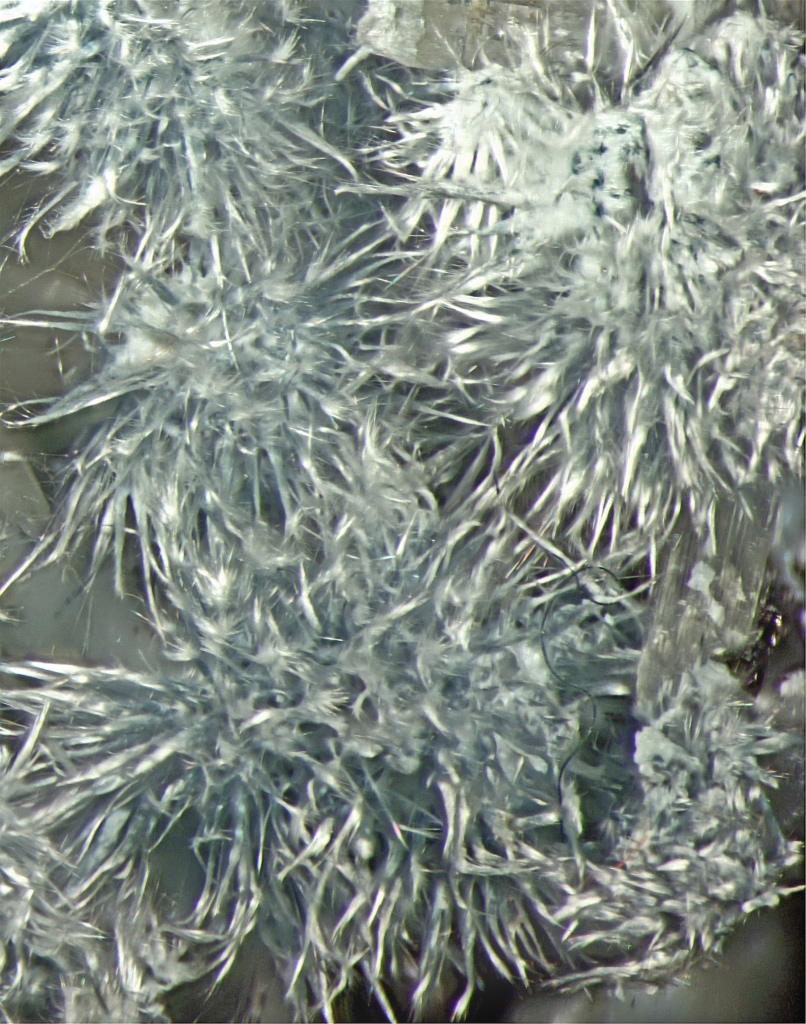
Faserige „Flocken“ von Riebeckit aus dem Poudrette Steinbruch, Mont Saint-Hilaire, Québec, Kanada (Sichtfeld ~ 4,5 × 5,7 mm)

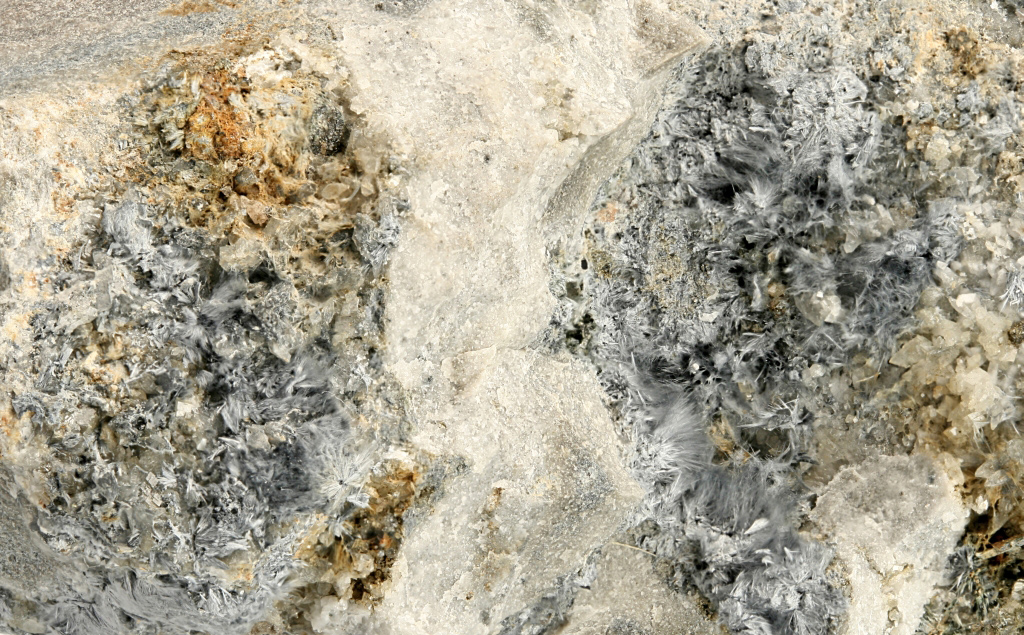
Riebeckit mit Calcit, Dolomit und Donnayit aus dem Poudrette Steinbruch, Mont Saint-Hilaire, Québec, Kanada (Sichtfeld ~ 4,5 cm breit)

Riebeckit bildet sich entweder magmatisch in Granit, Rhyolith und Syenit, wo er meist in Paragenese mit Aegirin, Nephelin, Albit oder Arfvedsonit zu finden ist, oder aber mit Tremolit und Ferro-Aktinolith vergesellschaftet in metamorphen Gesteinen wie in Quarziten oder eisenreichen Schiefern. Weitere Begleitminerale sind unter anderem Grunerit, Magnetit, Hämatit, Stilpnomelan, Ankerit, Siderit, Calcit.
Bei Verwitterung durch Oxidation und teilweisen Ersatz des Riebeckits durch Siliciumdioxid (Verkieselung) geht das Mineral mit der Zeit zunächst in die Varietät Falkenauge und schließlich in die Varietät Tigerauge über.
Als eher seltene Mineralbildung kann Riebeckit an verschiedenen Fundorten zum Teil reichlich vorhanden sein, insgesamt ist er aber wenig verbreitet. Als bekannt gelten bisher (Stand: 2011) rund 300 Fundorte.
Bekannt aufgrund außergewöhnlicher Funde von Riebeckit ist unter anderem Khangay in der Mongolei, wo Kristalle bis etwa 15 cm Länge zutage traten. In den Vereinigten Staaten gibt es mit dem Great Blue Hill einen Berg, der nach dem bläulichen Schimmer seines Granitgesteins benannt wurde, das Riebeckit enthält.
Der bisher einzige bekannte Fundort in Österreich ist der Schlossberg bei Gloggnitz im Industrieviertel Niederösterreichs. In der Schweiz fand sich Riebeckit am Glärnisch im Kanton Glarus, am Piz Lunghin, Plaun Grand (bei Sils im Engadin/Segl) und Kistenpass im Kanton Graubünden sowie auf dem Urner Boden und bei Ängisort (nahe Seedorf UR) im Kanton Uri.
Weitere Fundorte liegen unter anderem in Algerien, der Antarktis, Argentinien, Australien (bspw. Wittenoom), Bolivien, Brasilien, China, Frankreich, Grönland, Indien, Israel, Italien, Jamaika, Japan, im Jemen, Kanada, Kasachstan, Kenia, Kirgisistan, Madagaskar, Malawi, Mongolei, Namibia, Neuseeland, Niger, Nigeria, Nordkorea, Norwegen, Pakistan, Portugal, Réunion, Russland, Saudi-Arabien, Schweden, Simbabwe, Slowakei, Spanien, Südafrika, Tadschikistan, Ukraine, Ungarn, Venezuela, im Vereinigten Königreich (Großbritannien, unter anderem Ailsa Craig) und den Vereinigten Staaten (USA).

## Verwendung
Von technischer Bedeutung als „Asbest“ war vor allem die faserige Varietät Krokydolith, da sie sich gut verspinnen lässt und wie die anderen Asbestarten hitze- und säurebeständig ist. Aufgrund der starken Gesundheitsgefährdungen, die von den feinen Asbestfasern ausgehen, wird allerdings auch Krokydolith-Asbest in vielen Ländern mittlerweile nicht mehr verwendet. In Deutschland ist die Verwendung von Asbest seit 1993 und in der gesamten EU seit 2005 verboten.